# Kesseling
Kesseling ist eine Ortsgemeinde im Landkreis Ahrweiler in Rheinland-Pfalz. Sie gehört der Verbandsgemeinde Altenahr an.

## Geographie
Kesseling liegt acht Kilometer südwestlich der Stadt Bad Neuenahr-Ahrweiler im Tal des Kesselinger Bachs. Er entsteht mitten in der Ortschaft aus dem Zusammenfluss von Herschbach und Staffeler Bach und mündet vier Kilometer westlich bei Ahrbrück in die Ahr. Naturräumlich lässt sich das Gemeindegebiet dem Südlichen Ahrbergland zuordnen, das sich durch tief eingeschnittene weit verzweigte Täler kennzeichnet. Im Süden erstreckt sich das Gemeindegebiet über den Kesselinger Wald und erreicht auf dem 583 m ü. NHN hohen Hundsburgskopf seinen höchsten Bodenpunkt. Mit seinen mehr als 31 km² Fläche ist Kesseling die gebietsmäßig größte Ortsgemeinde innerhalb der Verbandsgemeinde Altenahr.
Zu Kesseling gehören die Ortsteile Kesseling, Staffel und Weidenbach sowie die Wohnplätze Thomich, Haus Sonnenhard und Steinerberghütte, sowie die Wüstung Kranscheid.

## Geschichte
Die erste Erwähnung des Ortes erfolgte im Jahre 762 in zwei Urkunden am 10. Juli 762 und am 13. August 762. Dies waren Schenkungen des Frankenkönigs Pippin des Jüngeren an die Abtei Prüm. Die Klosterzelle Casleoca war maßgeblich an der Christianisierung der Ahrregion und der nördlichen Eifel beteiligt. Außerdem führten die Mönche den Weinanbau in der Region ein. Damals wird die Klosterzelle Casleoca mit einem Wald (Mellere = Mellerberg) als Besitz der Abtei genannt. Im Jahre 772 wird die Pfarrkirche St. Petrus in Kesseling erstmals erwähnt.
Bis zum Ende des 18. Jahrhunderts war die Abtei Prüm der einzige Grundherr in Kesseling (darauf verweist heute noch das Prümer Lamm im Wappen), seit 1576 hatte Kurtrier die Landeshoheit.
Nach dem Einmarsch französischer Truppen, infolge der Französischen Revolution, ins Rheinland kam Kesseling zur Mairie Brück im Kanton Ahrweiler des Arrondissements Bonn (Rhein-Mosel-Departement).
Es gab Pläne, den Luftwaffenübungsplatz Ahrbrück zu vergrößern. Im Mai 1940 informierte die Reichsumsiedlungsgesellschaft der Kommandantur in Ahrbrück bezüglich einer Platzerweiterung. Die Pläne wurden nicht umgesetzt.
Am 1. März 1972 wurden die beiden Gemeinden Kesseling (seinerzeit 509 Einwohner) und Staffel (213 Einwohner) zur neuen Gemeinde Kesseling zusammengeschlossen.
Bevölkerungsentwicklung
Die Entwicklung der Einwohnerzahl von Kesseling bezogen auf das heutige Gemeindegebiet, die Werte von 1871 bis 1987 beruhen auf Volkszählungen:
| Jahr | Einwohner |
| ---- | --------- |
| 1815 | 488       |
| 1835 | 582       |
| 1871 | 567       |
| 1905 | 601       |
| 1939 | 618       |
| 1950 | 601       |
| 1961 | 655       |

| Jahr | Einwohner |
| ---- | --------- |
| 1970 | 718       |
| 1987 | 694       |
| 1997 | 659       |
| 2005 | 631       |
| 2011 | 590       |
| 2017 | 593       |
| 2023 | 558       |

## Politik

### Gemeinderat

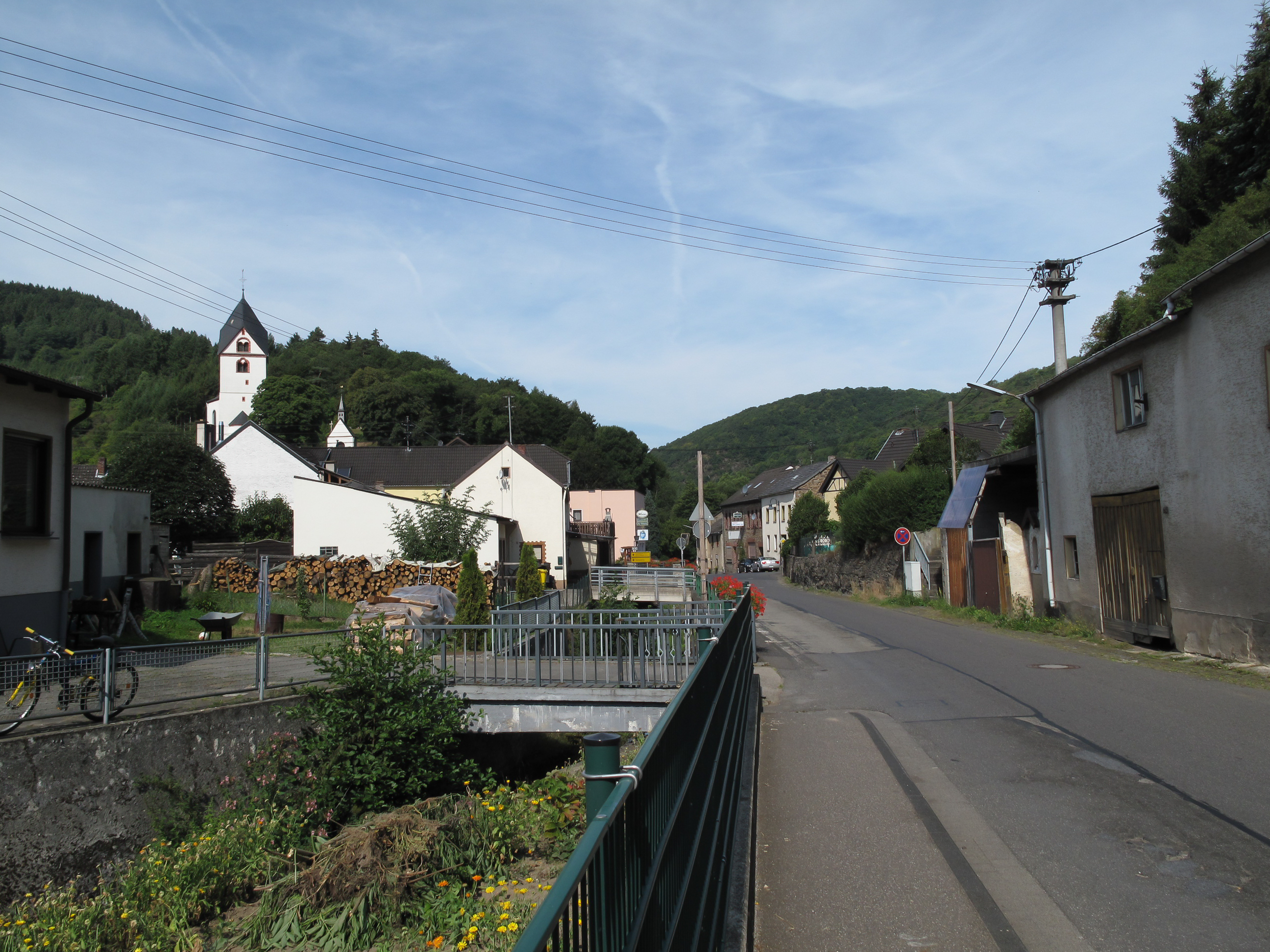
Kesseling, das Dorf

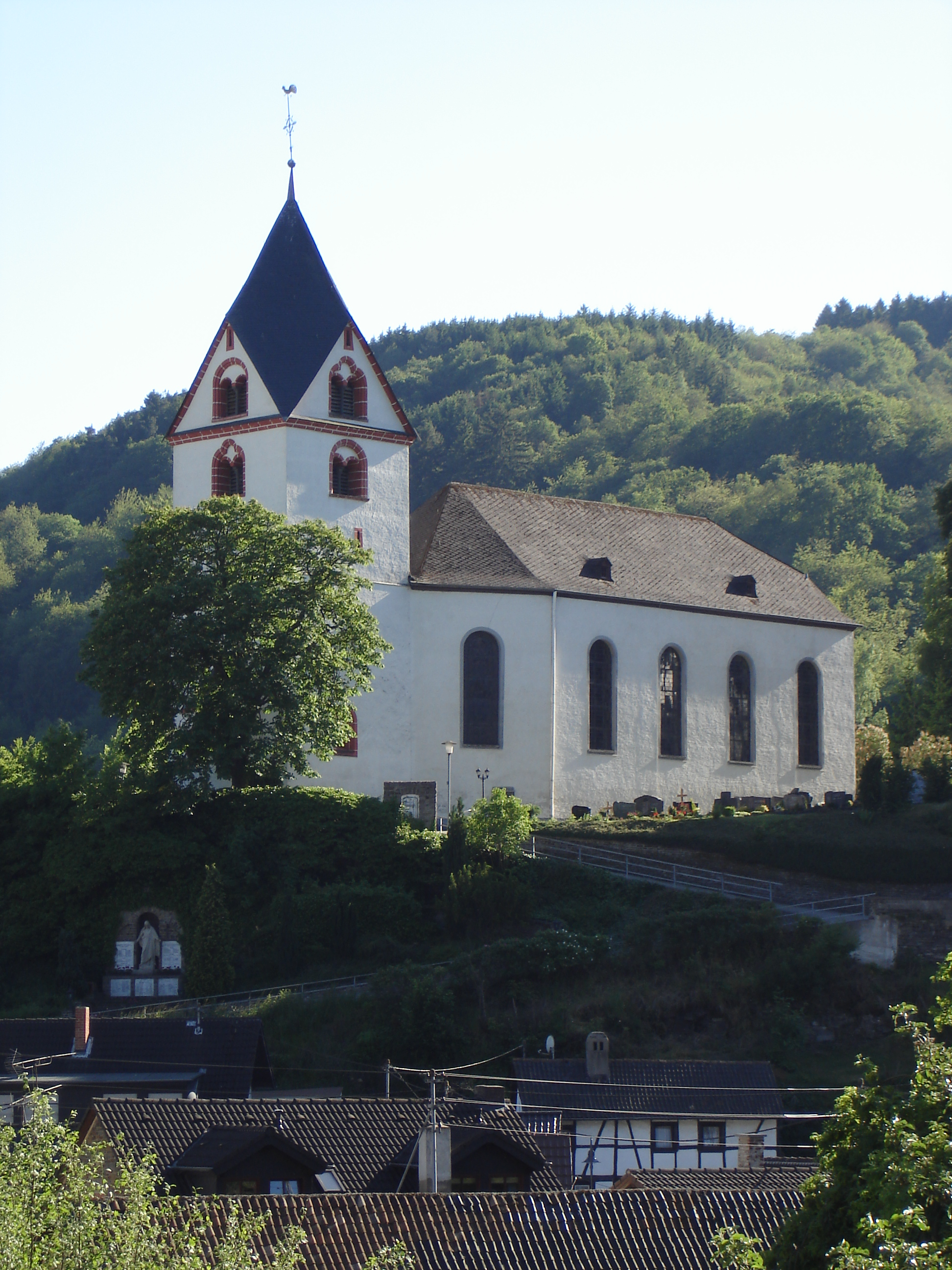
Blick über Kesseling zur Kirche

Der Gemeinderat in Kesseling besteht aus zwölf Ratsmitgliedern, die zuletzt bei der Kommunalwahl am 9. Juni 2024 in einer personalisierten Verhältniswahl gewählt wurden, und dem ehrenamtlichen Ortsbürgermeister als Vorsitzendem.
Die Sitzverteilung im Gemeinderat:
| Wahl | CDU | FWG | Gesamt   |
| ---- | --- | --- | -------- |
| 2024 | 0   | 12  | 12 Sitze |
| 2019 | 3   | 9   | 12 Sitze |
| 2014 | 5   | 7   | 12 Sitze |
| 2009 | 4   | 8   | 12 Sitze |
| 2004 | 5   | 7   | 12 Sitze |

- FWG = FWG Kesseling-Staffel-Weidenbach e. V.

### Bürgermeister
Guido Schmitz (FWG) wurde am 29. Oktober 2015 Ortsbürgermeister von Kesseling. Bei den Direktwahlen am 26. Mai 2019 und am 9. Juni 2024 wurde er mit einem Stimmenanteil von 78,39 % bzw. 67,2 % für jeweils weitere fünf Jahre in seinem Amt bestätigt.
Der Vorgänger von Schmitz, Jürgen Flügge, war aus persönlichen Gründen mit Wirkung zum 11. Februar 2015 zurückgetreten. Bis zur Ernennung des Nachfolgers hatten dann die Beigeordneten Richard Surges und Klaus Winkler abwechselnd die Amtsgeschäfte geführt.

## Tourismus, Kultur und Sehenswürdigkeiten

### Wandergebiet

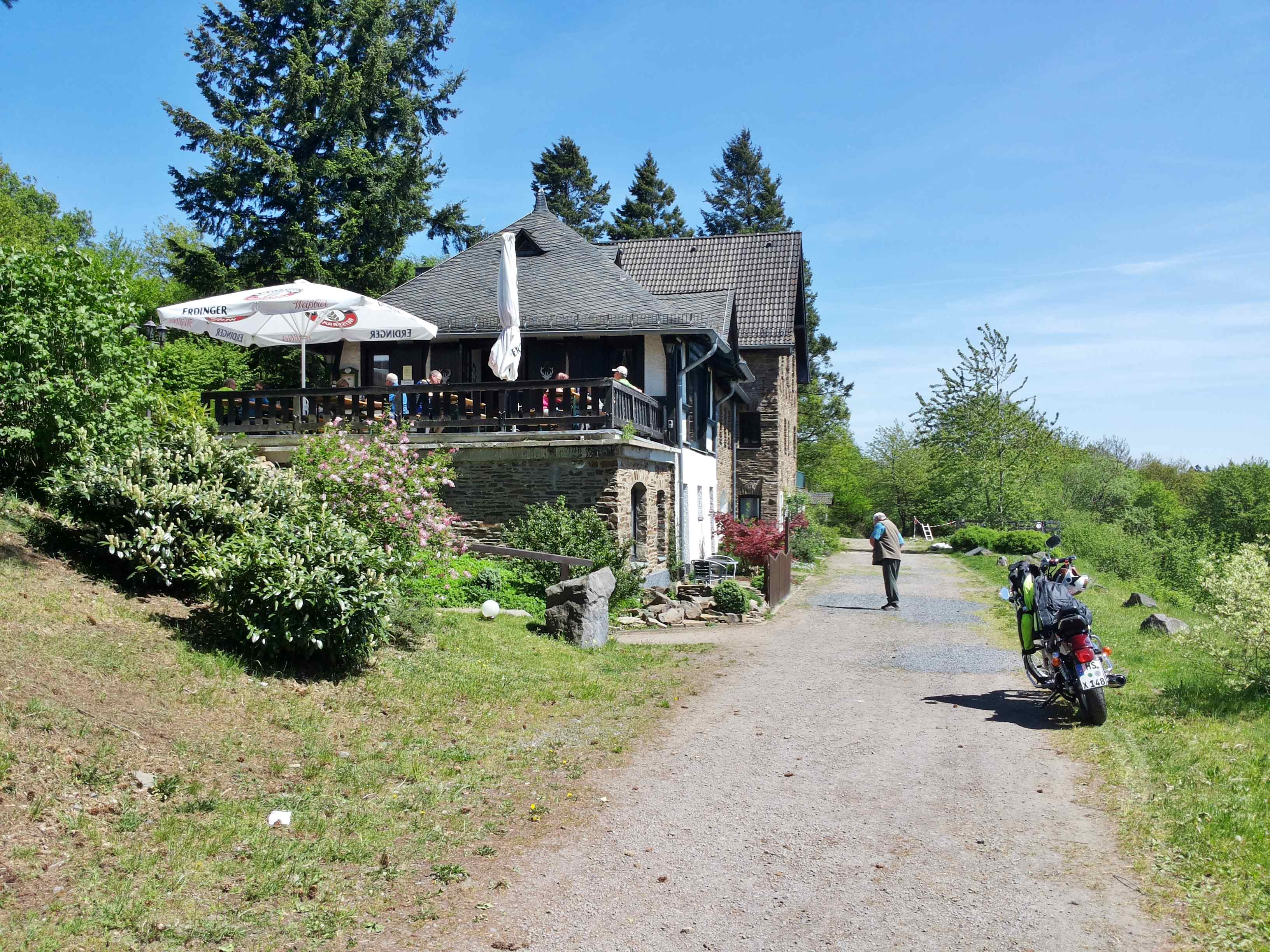
Landgasthof Steinerberghaus

Kesseling bietet zahlreiche ausgeschilderte Rundwanderwege, Ferienhütte und Ferienwohnung und ein Cafe. Als Wanderziele den Steinerberg mit Steinerberghaus und die Mellerberghütte. (Steinerberghaus: 1910–11 nach Plänen des Bonner Regierungsbaumeisters Karl Thoma errichtete Wanderhütte, im Ersten Weltkrieg zerstört und 1921 neueröffnet, heute „Landgasthof“)

### Bauwerke

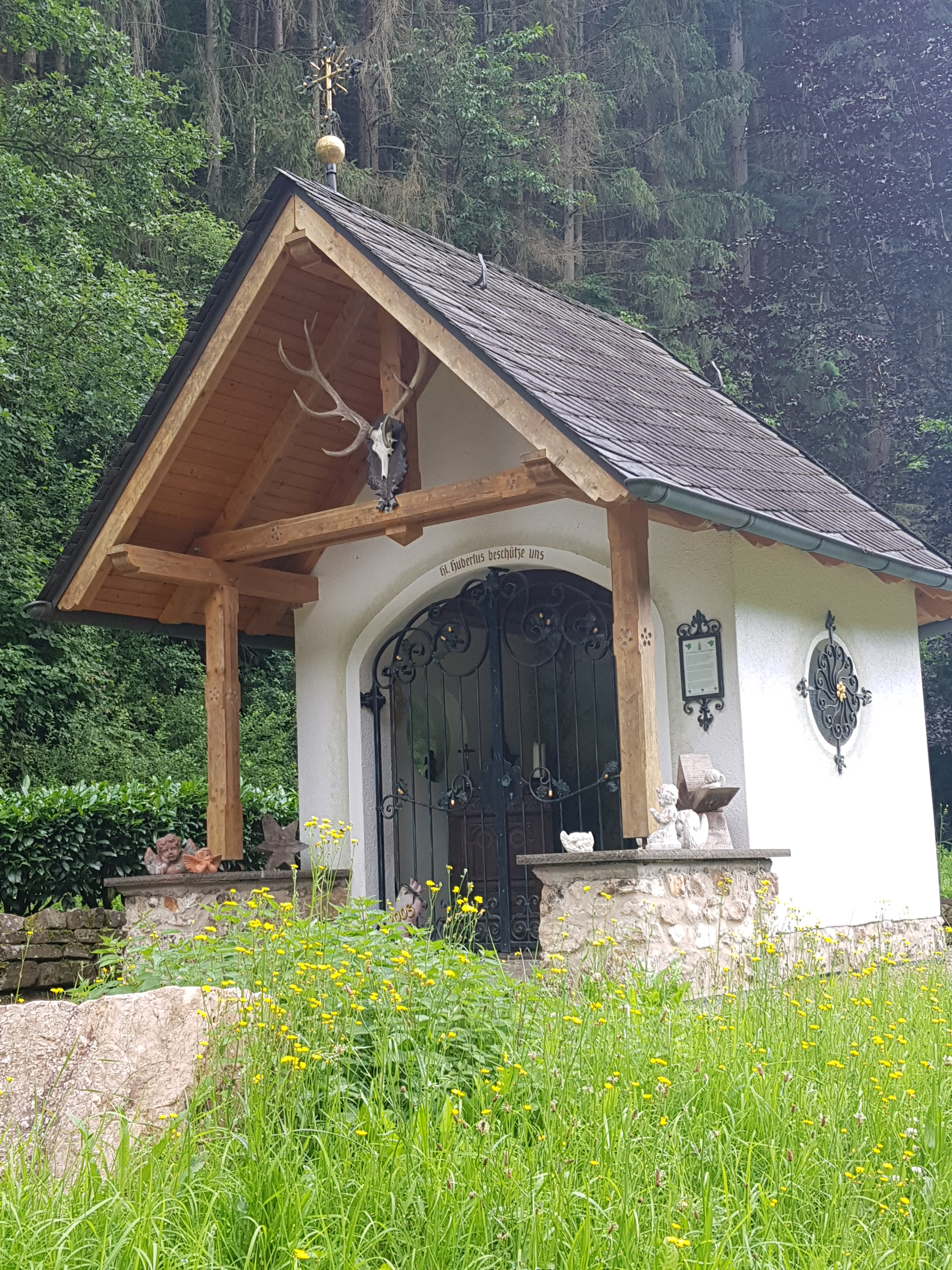
Hubertuskapelle, erbaut 2003

- Kirche St. Petrus und Maternus mit romanischem Chorturm,
- Hubertuskapelle (2003), Weiherstraße,
- Hubertuskapelle (1916), südlich an der L 90,
- Kapelle St. Lüfthildis in Staffel,
- Mönch, Bauer, Kind, Denkmal in der Ortsmitte.

Siehe auch: Liste der Kulturdenkmäler in Kesseling